# Hibiscus australensis
Hibiscus australensis är en malvaväxtart som beskrevs av Francis Raymond Fosberg. Hibiscus australensis ingår i Hibiskussläktet som ingår i familjen malvaväxter. Inga underarter finns listade i Catalogue of Life.